# Canasatego
Canasatego (né en 1684 et mort peu avant le 6 septembre 1750) fut un chef de la nation Onondaga et devint un diplomate important et le porte-parole de la Confédération Iroquoise en 1740. Il fut impliqué dans plusieurs ventes controversées de terres aux officiels britanniques. Il est maintenant plus connu pour un discours qu'il fit en 1744 lors du traité de Lancaster, où il recommanda aux colonies britanniques la formation d'une confédération comme celle des Iroquois.
Il aurait été assassiné par des sympathisants ou des agents de la Nouvelle-France.

## Début de carrière
Canasatego apparait dans les documents historiques seulement pour les 8 dernières années de sa vie et peu de choses sont connues de son passé. Le plus ancien document où il est cité est le traité qui solde la conférence de Philadelphie de 1742, où il fut le porte-parole du peuple Onondaga l'une des six nations de la confédération des Iroquois (Haudenosaunee). Selon les plus récents universitaires, Canasatego n'était semble-t-il pas l'un des 40 sachems héréditaires des Onondagas qui siégeaient au grand conseil Iroquois,,. Une source moderne est toutefois en désaccord, prétendant que Canasatego avait le titre de Tadadaho dans la league.

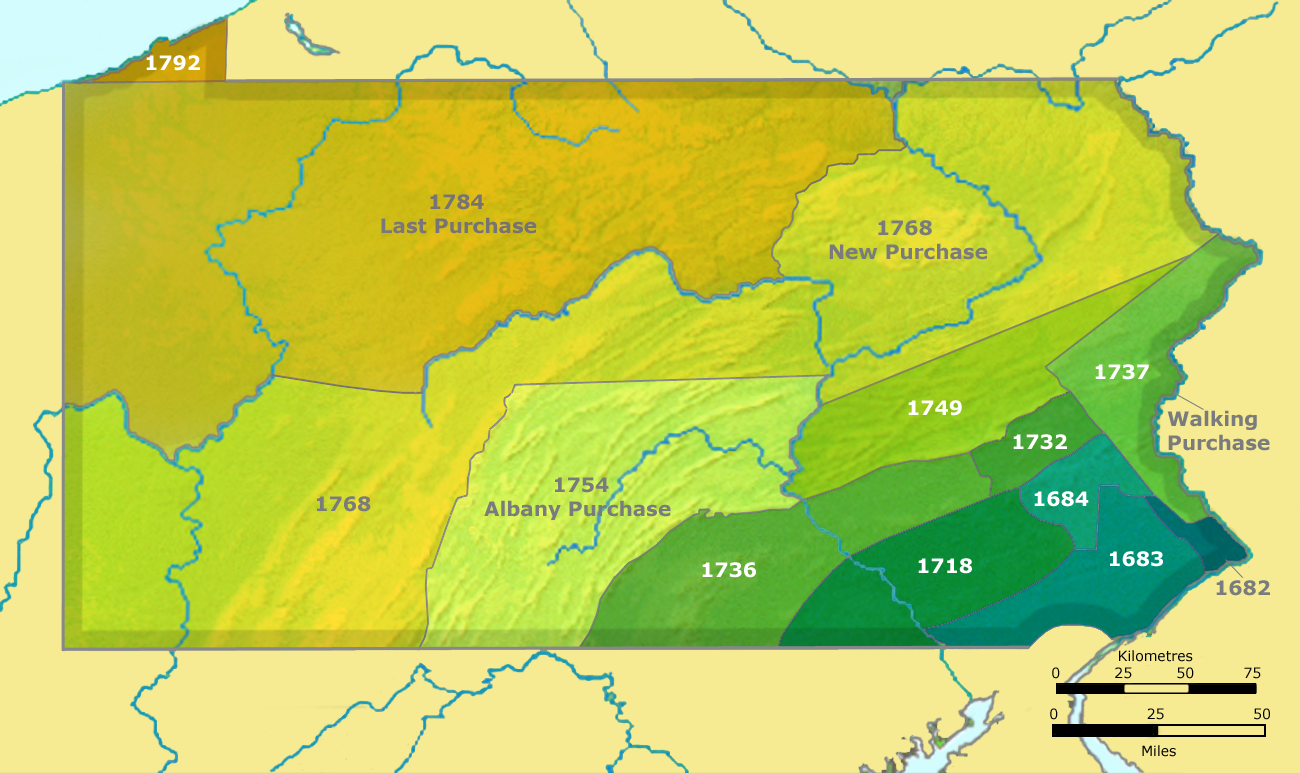
Cette carte montre les territoires de la Pennsylvanie achetés aux Amérindiens. Canasatego joua un rôle dans les ventes de 1736 et de 1749, bien que son peuple aient des prétentions discutables sur ces terres.

En 1730, une faction de chefs Iroquois ouvrit des relations diplomatiques avec les Britanniques de la Province de Pennsylvanie, facilitées par Conrad Weiser, interprète et agent de la Pennsylvanie. La Pennsylvanie acceptait de reconnaitre les Iroquois comme les propriétaires de toutes les terres indiennes de la Pennsylvanie. Les Iroquois en retour, acceptaient de vendre leurs terres uniquement à la Pennsylvanie. Canasatego était probablement présent en 1736 lors de la signature du traité où certains chefs Iroquois vendirent les terres le long de la rivière Susquehanna en Pennsylvanie, même si les Iroquois n'avaient pas de prétentions fondées sur ces terres.
Canasatego servit comme orateur pour une autre conférence en 1742, où les chefs Iroquois reçurent le paiement final de la vente des terres de 1736. À cette réunion, Canasatego réussit à convaincre le Gouverneur Thomas Penn de payer plus que le prix de vente initial. Penn, pour sa part, imposa à Canasatego de faire partir les indiens Lenapes des terres achetées lors de la vente controversée de 1737. Canasatego s'y conforma, traitant les Delawares de « femmes » qui n'avaient aucun droit de vendre des terres et leur sommant de s'en aller. « Vous êtes des femmes ; suivez les conseils d'un homme sensé et partez immédiatement », dit il aux Delawares.

## Traité de Lancaster
En 1744, Canasatego servit aussi d'orateur lors du traité de Lancaster. Witham Marshe, un représentant de la Province du Maryland qui était présent, enregistra la seule description écrite de Canasatego :

« Le premier de ces sachems (ou chefs) était un grand et bel homme ; avec une belle poitrine, et des membres musclés. Il avait une contenance virile avec un sourire débonnaire. Il avait environ 60 ans ; très actif, fort, et avait une étonnante vivacité de langage, que j'observais dans le discours entre lui, Mr. Weiser, et d'autres sachems. »

À ce traité la conférence rassembla les représentants de la nation iroquoise (à l'exception des Mohawks), et les provinces de Pennsylvanie, du Maryland et la Colonie de Virginie. Avec la Troisième Guerre intercoloniale en cours, les colonies britanniques avaient besoin d'entretenir de bonnes relations avec leurs voisins iroquois, qui pouvaient sinon devenir les alliés des Français. Après le discours de Canasatego, les représentants officiels du Maryland et de la Virginie acceptèrent de payer les Iroquois pour des terres situées dans leurs colonies, même s'ils savaient que les Iroquois n'avaient pas de prétentions légitimes sur ces terres. La Virginie tira le meilleur parti de cet accord bien que Canasatego et les autres leaders Iroquois ont cru qu'ils avaient uniquement vendu la vallée de la rivière Shenandoah à la Virginie, l'acte officiel donna à la Virginie beaucoup plus de terre que cela.
Vers la fin de la conférence, Canasatego donna aux colons quelques conseils :

« Nous avons une chose de plus à dire, et c'est que Nous vous recommandons sincèrement l'union et une bonne entente entre vous très chers frères. Ne soyez jamais en désaccord, mais conservez une sévère amitié entre vous et ainsi, vous deviendrez comme nous les plus forts.
Nos ancêtres très sages ont établi l'Union et une amitié entre les cinq Nations ; cela nous a rendu redoutables, cela nous a donné un grand poids et une autorité sur les Nations voisines.
Nous sommes une confédération puissante, et si vous observez la même méthode que nos aïeuls avisés ont mise en place, vous acquerrez une puissance nouvelle et le pouvoir ; c'est pourquoi, quoi qu'il arrive, ne vous disputez jamais les uns les autres. »

Canasatego craignait que les colonies Britanniques manquent de politiques coordonnée pour faire face à la menace militaire qui venait de la Nouvelle-France. Il fit la même recommandation à propos de l'unité coloniale à une autre conférence en 1745. Ses termes devinrent une partie centrale de l'Iroquois Influence Thesis, une proposition controversée qui affirme que la Ligue des Iroquois a servi de modèle à la Constitution des États-Unis.

## Dernières années
La dernière apparition de Canasatego à une conférence pour un traité fut en août 1749, un an après la fin de la Troisième Guerre intercoloniale. À Philadelphie, il se plaignait que les colons s'installaient sur les terres amérindiennes le long de la rivière Susquehanna. Il acceptait de vendre ces terres à la Pennsylvanie, mais une fois de plus, le document écrit cédait beaucoup plus de terrain que ce qui avait été convenu lors des négociations.
Canasatego fut semble-t-il assassiné avec du poison en septembre 1750. Il y a plusieurs rumeurs contemporaines à propos de sa mort. Certains disent qu'il a été tué pour avoir touché des pots-de-vin lors de la vente des terres. D'autres rumeurs maintiennent qu'il a été empoisonné par des agents de la Nouvelle-France. L'historien William Starna argumente que Canasatego fut probablement assassiné par un Iroquois pro-français qui voulait dénoncer les liens diplomatiques de Canasatego avec la Pennsylvanie.

## Héritage
Après sa mort, une fiction de la vie de Canasatego parut en 1755 dans le roman Lydia: or Filial Piety de l'écrivain anglais John Shebbeare. Suivant les conventions littéraires où les Amérindiens avaient l'habitude de critiquer les Européens, Canasatego était dépeint comme un sage et honnête homme en contraste avec les Anglais fourbes qu'il rencontrait.
USS Canasatego (YN-38/YNT-6/YTM-732), un remorqueur de port de l'US Navy, fut nommé en référence à Canasatego.